# 格伊恰納鄉
46°20′N 27°13′E / 46.333°N 27.217°E
格伊恰納鄉（羅馬尼亞語：Comuna Găiceana, Bacău），是羅馬尼亞的鄉份，位於該國東北部，由巴克烏縣負責管轄，面積74平方公里，海拔高度206米，2007年人口3,007，人口密度每平方公里41人。